# 科茨堡 (伊利諾伊州)
科茨堡（英語：Coatsburg）是位於美國伊利諾伊州亞當斯縣的一個村落。

## 地理
科茨堡的座標為40°01′57″N 91°09′34″W / 40.03250°N 91.15944°W，而該地最高點為海拔高度232米（即761英尺）。

## 人口
根據2010年美國人口普查的數據，科茨堡的面積為0.30平方千米，均為陸地。當地共有人口147人，而人口密度為每平方千米490人。